# Arrondissement d'Assen
Pour les articles homonymes, voir Assen (homonymie).
L'arrondissement d'Assen est une ancienne subdivision administrative française du département de l'Ems-Occidental créée le 1er janvier 1811 et supprimée le 11 avril 1814 à la chute de l'Empire.

## Composition
Il comprenait les cantons de :
- Assen
- Dalen
- Hoogeveen
- Meppel.